# Martyn Brabbins
Martyn Charles Brabbins (13 de agosto de 1959) es un director de orquesta británico.

## Vida
Cuarto de cinco hermanos en su familia, aprendió a tocar el bombardino y después el trombón durante su juventud en la banda Towcester Studio Brass Band. Más tarde estudió composición en Goldsmiths, Universidad de Londres. Posteriormente estudió dirección orquestal con Iliá Musin en el Conservatorio de Leningrado.
Brabbins y su esposa Karen (de soltera Evans) se conocieron en Goldsmiths. Se casaron en 1985 y tienen tres hijos. 

## Carrera
Brabbins atrajo por primera vez la atención internacional cuando obtuvo el primer premio del Concurso de directores de Leeds en 1988. Entre 1994 y 2005 fue director principal asociado de la Orquesta Sinfónica Escocesa de la BBC. En 1994 fue nombrado director principal de Sinfonia 21. Fue director artístico del Festival de Música de Cheltenham de 2005 a 2007. Durante su mandato en Cheltenham, creó un nuevo conjunto, los Festival Players. En Leeds creó una nueva serie de música de cámara llamada «Música en transición». El 17 de julio de 2011 dirigió la sexta interpretación en directo de la Sinfonía n.º 1 "The Gothic" de Havergal Brian en los Proms, que posteriormente se publicó en una grabación comercial de Hyperion, fue nombrado posteriormente presidente de la Havergal Brian Society. Es también director laureado de la Sociedad Coral de Huddersfield. En 2002 fundó un curso de formación para aspirantes a directores de orquesta en el Festival Internacional de Saint Magnus, en las Islas Orcadas, que sigue codirigiendo.
Fuera del Reino Unido se convirtió en principal director invitado de la deFilharmonie (Real Filarmónica de Flandes) en 2009. Ocupó el cargo de director titular de la Orquesta Filarmónica de Nagoya de 2012 a 2016.
En 2001 dirigió por primera vez como director invitado en la English National Opera (ENO), en una producción de From Morning to Midnight de David Sawer. El 21 de octubre de 2016 fue nombrado su próximo director musical, con efecto inmediato. El 15 de octubre de 2023 dimitió de este cargo, con efecto inmediato, en protesta por las reducciones propuestas en el personal musical de la compañía.
En junio de 2024, la Orquesta Sinfónica de Malmö anunció su nombramiento como su próximo director titular, a partir de la temporada 2025-2026, con un contrato inicial de tres temporadas.

## Premios y reconocimientos
- En enero de 2013 le fue concedido el doctorado honoris causa en Música por la Universidad de Bristol.

## Discografía selecta
Brabbins ha dirigido grabaciones comerciales de música para sellos discográficos como Warner, Chandos, Hyperion, NMC, Nimbus, y Deutsche Grammophon. Entre sus grabaciones se incluyen: 
- 2015 – Saint-Saëns: Conciertos para piano n.° 2 & 5. Louis Schwizgebel-Wang, piano, Sinfónica de la BBC, Martyn Brabbins y Fabien Gabel (Aparté).